# Le Rousset
Le Rousset korábbi község (település) Franciaországban, Saône-et-Loire megyében. 2016. január 1-jén Marizy községgel egyesült és Le Rousset-Marizy új község része lett.
Lakosainak száma 224 fő (2018. január 1.). Le Rousset Gourdon, Chevagny-sur-Guye, La Guiche, Le Rousset-Marizy, Mary, Saint-Marcelin-de-Cray és Saint-Romain-sous-Gourdon községekkel határos.

## Népesség
A település népességének változása:
| Lakosok száma | 376  | 322  | 281  | 230  | 223  | 253  | 250  | 251  | 231  | 224  |
|               | 1962 | 1968 | 1975 | 1982 | 1990 | 2008 | 2013 | 2015 | 2017 | 2018 |